# Товмачик (річка)
Товма́чик (інші назви — Тлумач, Тлумачик) — річка в Україні (у Передкарпатті), в межах Надвірнянського та Коломийського районів Івано-Франківської області. Ліва притока Пруту (басейн Дунаю).

## Опис
Довжина річки 33 км, площа басейну 115 км². Долина у верхів'ї V-подібна, на пригирловій ділянці — трапецієподібна; переважна ширина долини 1,5 км. Заплава асиметрична, часто її немає; завширшки до 300 м. Річище (пересічна ширина — 5 м) звивисте, подекуди розгалужене, є острови. Похил річки 6,3 м/км.

## Розташування
Товмачик бере початок між селами Верхній Майдан і Красна. Тече на схід та південний схід. Впадає до Пруту на південний схід від села Товмачика.
Найбільша притока: Товмач (права).
Над річкою розташовані села: Кубаївка і Товмачик.